# Toledo, Iowa
Toledo är administrativ huvudort i Tama County i den amerikanska delstaten Iowa. Orten fick sitt namn efter Toledo i Ohio.

## Kända personer från Toledo
- Donald Hayworth, politiker